# Heksemælk
Heksemælk er mælk eller en mælkelignende sekret der udskilles fra brystvorterne på nogle nyfødte babyer. Både pige- og drengebabyer kan få heksemælk. Det er resultatet af moderens hormonpåvirkning lige før og under fødslen. Babyer af graviditet der er født tidligt vil ikke have heksemælk. Heksemælk er helt uskadeligt og ganske normalt og forsvinder normalt efter en til to uger efter fødslen.
| Lægevidenskab | Spire Denne artikel om lægevidenskab er en spire som bør udbygges. Du er velkommen til at hjælpe Wikipedia ved at udvide den. |